# Baghlia
Baghlia (en arabe : بغلية, en kabyle : ⴱⴰⵖⵍⵉⵢⴰ), anciennement connue sous le nom d’Aïn Barlia avant d’être rebaptisée Rébeval durant la colonisation française, est une commune algérienne relevant de la wilaya de Boumerdès, au sein de la daïra éponyme. Située à la jonction des régions de Kabylie et de l'Algérois, elle occupe une position stratégique entre les contreforts montagneux et le littoral méditerranéen.

## Géographie
| Sidi Daoud, Ouled Aïssa | Sidi Daoud, Ben Choud, Dellys           | Dellys, Afir                  |
| Ouled Aïssa, Naciria    | Baghlia                                 | Dellys, Afir, Taourga         |
| Naciria                 | Tadmaït (Wilaya de Tizi Ouzou), Naciria | Taourga, Wilaya de Tizi Ouzou |

## Hydrologie
La commune est traversée par l'oued Sebaou.

## Histoire
Le centre de population d’Aïn Barlia est créé par décret du 4 juin 1860, dans le département d’Alger, canton de Dellys. Reconstruit après l’insurrection de 1871, il est érigé en commune de plein exercice par décret du 17 avril 1884, sous le nom de Rébeval, en hommage à un général de la « Grande Armée » de Napoléon Ier. En 1956, la commune est rattachée au département de Grande-Kabylie. Après l’indépendance de l’Algérie en 1962, elle prend son nom actuel de Baghlia.

## Administration

### Maires de 1884 à 1962
La commune a été créée le 17 avril 1884 sous le nom de Rébeval.
Liste des maires de Baghlia avant l'indépendance de l'Algérie le 5 juillet 1962:
|     | Prénoms et Noms                    | Début du Mandat  | Fin du Mandat |
| 1er | Pierre Meinard (Meynard) (Docteur) | 10 décembre 1919 |               |
| 2e  | Eugène Meinard (Meynard)           | 8 mai 1925       |               |
| 3e  | Guibbaud                           | 1956             |               |